# Heteralonia dubia
Heteralonia dubia är en tvåvingeart som först beskrevs av Ricardo 1901.  Heteralonia dubia ingår i släktet Heteralonia och familjen svävflugor. Inga underarter finns listade i Catalogue of Life.